# Haplopteris angustissima
Haplopteris angustissima là một loài dương xỉ trong họ Pteridaceae. Loài này được S.Linds. mô tả khoa học đầu tiên năm 2010.
Danh pháp khoa học của loài này chưa được làm sáng tỏ. 